# Милена Фучеджиева
Милена Дикова Фучеджиева е писателка, сценаристка,  режисьорка.

## Биография
Родена е на 14 юни 1962 г. в София. Баща ѝ е писателят Дико Фучеджиев, а майка ѝ, Пиринка Хаджиева, редакторка и сценаристка на документални филми, е потомка на македонския революционен род Хаджиеви от Голешево. Учи две години актьорско майсторство, след което завършва кинорежисура в НАТФИЗ. Между 1973 и 1976 г. живее и учи в Париж, където баща ѝ е културен аташе. През 1990 г. емигрира в САЩ. От 2010 г. живее в България и Америка.

## Творчество
Нейни публицистични текстове са публикувани в „Мениджър“, „Едно“, „Капитал Light“, „Уикенд“, „Новинар“, „Webcafe“, „Жената днес“, „L’Europeo“, „Biograph“, „EVA“, „Площад Славейков“, "Филтър", и др.
Авторка е на сборник с разкази „НеХана“ (2004), сборник със стихове и фотографии „Нощен проект“ (2006), фентъзи романа „Кефер. Цветовете на малката Ида“ (2007), както и блога ѝ на хартия „Аз, бLогинята“ (2010).
Започва да пише драматургия и проза първо на английски. Продуцира и поставя две от пиесите си в Лос Анжелис: „Project A“ в „Electric Lodge“ и моноспектакъла „Lovebox“ в „Кросроудс Тиътър“. В България пиесата ѝ „Дзен порно“ е поставена на сцената на Сатиричния театър, а „Криза в Рая“ – в Драматичен театър „Сава Огнянов“ в Русе. През 2012 г. Мила Искренова поставя с балет „Арабеск“ „Дневниците на Дракула“ – танцов спектакъл с текстове на Милена Фучеджиева. Пиесите ѝ са издадени в представителни сборници за нова българска драматургия. След завръщането си в България през 2010 г. става главен сценарист и един от създателите на сериала на bTV „Седем часа разлика“. 
Фучеджиева заедно с Любен Дилов-син създават за пръв път в българското кино и телевизия централни образи и основни сюжетни линии с ЛГБТ тематика.

### Художествена проза и поезия
1. „НеХана“, 2005 – сборник с разкази
2. „Нощен проект“, 2006 – стихосбирка със снимки-автопортрети
3. „Кефер. Цветовете на малката Ида“, 2007 – роман, хорър-фентъзи, приказка за тийнейджъри и възрастни
4. „Аз, бLогинята“, 2010 – части от популярния блог на Фучеджиева
5. „Сексът и комунизмът“, 2014 – роман
6. „Сексът и комунизмът 2“, 2015 – роман

### Драматургия
1. „Road trip“, 1997 – пиеса
2. „Zen Porno“, 2001 – пиеса, постановка на Десислава Шпатова в Сатиричния театър. В главните роли Снежина Петрова и Владимир Пенев
3. „Krizis“, 2003 – пиеса, постановка на Елица Матеева в Русенския драматичен театър. В главната роля Весела Казакова. Постановка на Милена Фучеджиева в „Electric Lodge“, Лос Анджелис
4. „Lovebox“, 2005 – пиеса, моноспектакъл поставен от Милена Фучеджиева в Crossroads Theatre, Лос Анджелис.

### Телевизионни сценарии
1. „Седем часа разлика“, 2010 – 2012, бТВ – семеен сериал, създател и главен сценарист с Любен Дилов-син, 88 епизода по 45 мин.
2. „Провокативно“, 2016 – 2017, Bulgaria ON AIR – развлекателно ток шоу, създател, сценарист и водещ
3. Пътят на честта“, NOVA – тв драматичен сериал, създател и главен сценарист с Елена Иванова
4. „Ягодова луна“, NOVA – тв драматичен сериал, създател и главен сценарист с Елена Иванова, креативен продуцент

## Актьорски участия
- В името на народа (1984), 2 серии – Надежда
- Капитан Петко Войвода (1981), 4 серии – Любка